# En cell-sam historia
En cell-sam historia (franska Il était une fois... la Vie) är ett franskt barnprogram från 1986 och 1987 som handlar om kroppens funktioner som beskrivs på ett pedagogiskt och förenklat sätt. Det är den tredje delserien i den tecknade långköraren Det var en gång (Il était une fois...). Serien sändes i SVT2 från augusti 1988 till april 1989.
Introlåten framfördes på svenska av Louise Raeder och i original av Sandra Kim.
Den svenska bearbetningen gjordes av Leif Hedenberg och Kit Sundqvist på Videobolaget.

## Röster i urval

### Originalröster
- Roger Carel – Maestro, Colonel Pierre, Le Nabot, berättaren
- Marie-Laure Beneston – Psi
- Alain Dorval – Le Gros, Le Teigneux
- Gilles Laurent
- Henry Djanik
- Patrick Préjean
- Gilles Tamiz

### Svenska röster[2]
- Mia Benson – löjtnant Psi, Pierrette
- Peter Dalle – löjtnant Knubblund
- Stig Engström – kapten Pierrot, Mäster
- Johan Hedenberg – Hémo
- Louise Raeder – Globine
- Sture Ström – berättare
- Magnus Sahlberg
- Miranda Sigander
- Catharina Adelöw
- Mårten Toverud

## Avsnitt
1. Ja, vad är en cell?
2. Och så här blir vi till
3. Kroppens vaktposter
4. Benmärgen
5. Blodet
6. Blodplättarna
7. Hjärtat
8. Andningen
9. Hjärnan
10. Nervcellerna
11. Ögat
12. Örat
13. Huden
14. Munnen och tänderna
15. Matsmältningen
16. Levern
17. Njurarna
18. Lymfsystemet
19. Skelettet
20. Muskler och fett
21. Toxinkriget
22. Vaccination
23. Hormonerna
24. Livscykeln
25. Reparationer
26. Och livet går vidare...

## DVD
Serien gavs ut på DVD i januari 2001.